# Arresø
Arresø – jezioro w Danii, w północnej części wyspy Zelandii. Jego powierzchnia wynosi 40,72 km², co czyni je największym jeziorem w Danii.

## Położenie
Jezioro leży w północnej części duńskiej wyspy Zelandia położonej w zachodniej części Morza Bałtyckiego. Administracyjnie przynależy do gmin Halsnæs, Gribskov i Hillerød w Regionie Stołecznym. Znajduje się około 40 km na północny wschód od Kopenhagi.
Swym zasięgiem jezioro obejmuje Park Narodowy Kongernes Nordsjælland.

## Opis

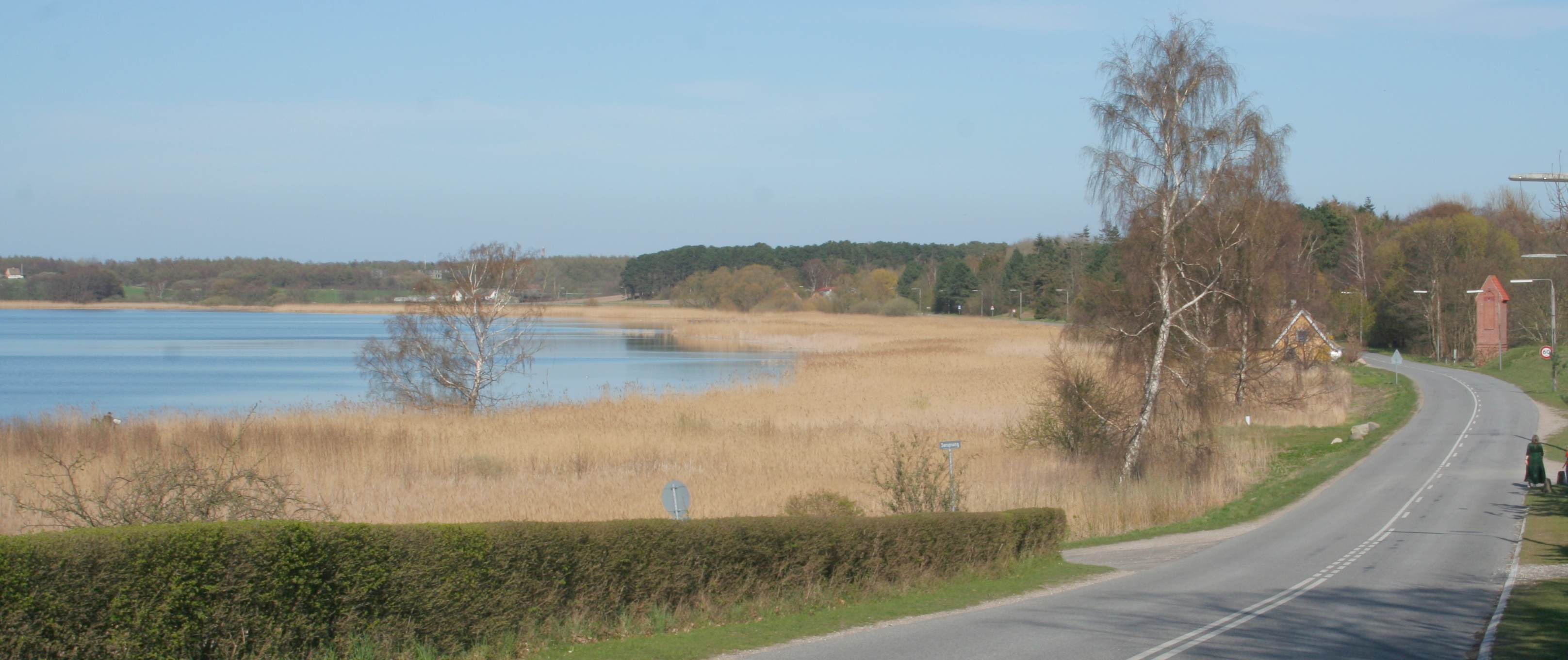
Jezioro w pobliżu Dronningholm koło Frederiksværk.

Jezioro jest połączone z Roskilde Fjord kanałem Arresø Kanal, który przebiega przez Frederiksværk – największą miejscowość położoną nad Arresø. Największą rzeką zasilającą jest Pøleå, która uchodzi do zbiornika od zachodu. Na wschód od Frederiksværk w głąb jeziora ciągnie się półwysep Arrenæs.
Wzdłuż zachodniego brzegu jeziora znajduje się wiele wzgórz i grzbietów. Wśród nich są wzgórza Maglehøj we Frederiksværk i Arrenakke Bakker, z których roztacza się widok na jezioro.

## Morfometria
Maksymalna głębokość jeziora to 5,6 m, zaś średnia 3,1 m. Lustro wody położone jest na wysokości 3,9 m n.p.m. skąd wynika, że najgłębsze części jeziora stanowią kryptodepresję. Powierzchnia zlewni wynosi 216 km². Czas retencji wody w jeziorze wynosi 3,1 roku. Jezioro ma powierzchnię 40,72 km². Jest to największe pod względem powierzchni jezioro w Danii. Drugie co do wielkości, położone około 15 km na wschód Esrum Sø jest ponad połowę mniejsze; ma 17,36 km² powierzchni.

## Historia
Około 4000 lat temu Arresø było płytkim fiordem połączonym z cieśniną Kattegat. W epoce kamienia jezioro obejmowało okoliczne bagna Ryeng, Ellemosen i Lille Lyngby Mose. Przez izostatyczne podniesienie gruntów o około 5 m po ostatnim zlodowaceniu jezioro zostało odcięte od morza.
Arresø zostało wymienione po raz pierwszy w 1300 roku jako Arvæsio.
Pierwotnie wody jeziora do Roskilde Fjord odprowadzał ciek położony na północ od wzgórza Arrenakke. Wskutek nanoszenia osadów rzecznych ciek przestał być drożny. W celu zapobiegnięciu powodziom i umożliwienia wykorzystania energii wodnej w celach gospodarczych, w latach 1717–1719 został wybudowany rękoma duńskich żołnierzy i szwedzkich jeńców wojennych Arresø Kanal. Nad kanałem ulokowano następnie Frederiksværk – pierwsze przemysłowe miasto w Danii. Rozwijało się tu głównie odlewnictwo i przemysł zbrojeniowy.
Dziś jezioro i jego okolice są terenami rekreacyjnymi. Ścieki z okolicznych miast spowodowały jednak znaczne zanieczyszczenie wód i w efekcie silny rozwój glonów. W ostatnich latach zanieczyszczenia te zostały znacznie zmniejszone dzięki rozbudowie oczyszczalni ścieków, zwiększonym wymaganiom w zakresie oczyszczania ścieków i tworzeniu terenów podmokłych. Arresø jest obszarem ochrony siedlisk ptaków.

## Turystyka

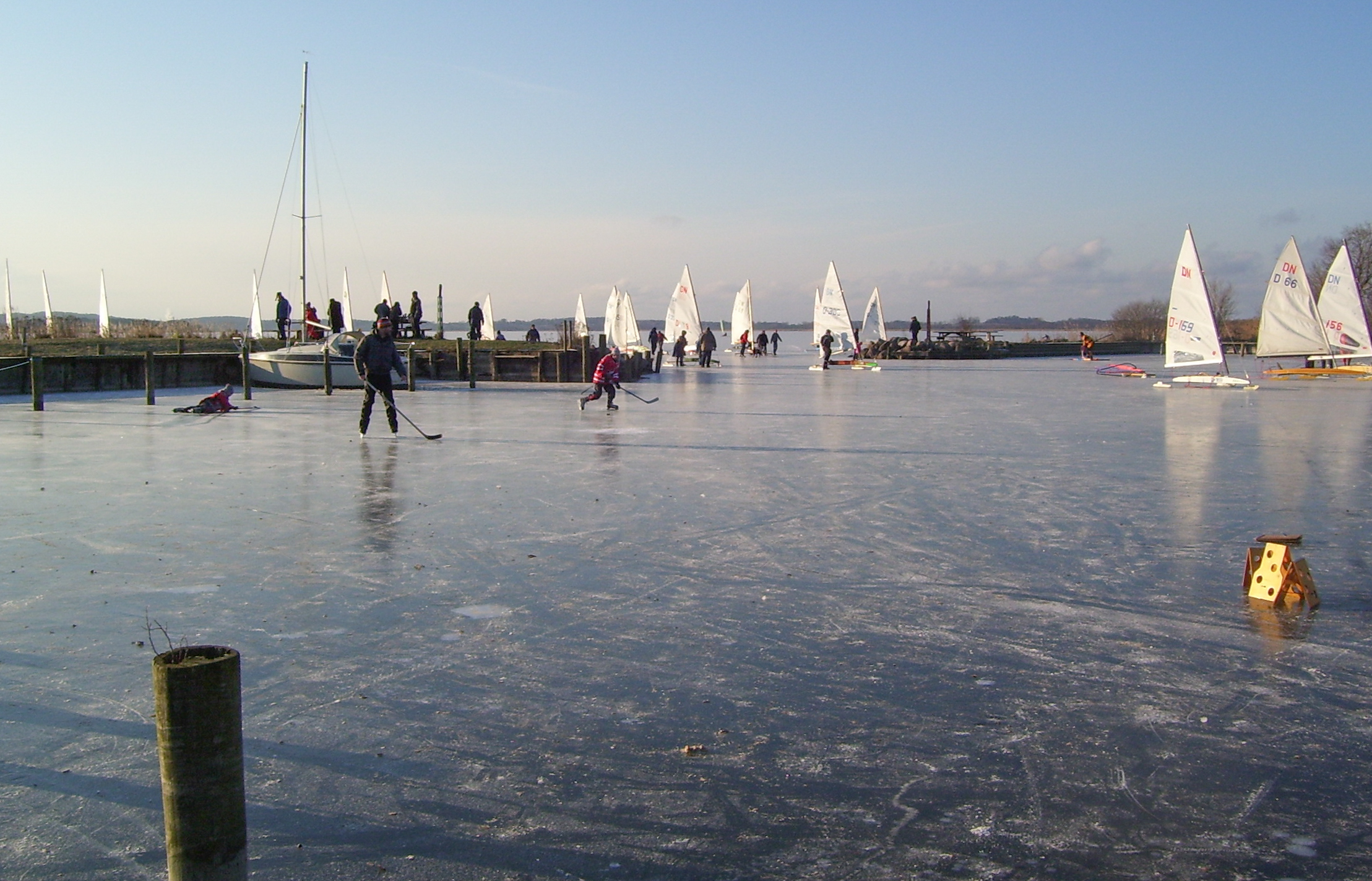
Bojery i hokeiści na tafli zamarzniętego jeziora Arresø.

Po jeziorze i Arresø Kanal w okresie letnim odbywają się rejsy łodzią M/S Frederikkes. Na obszarze całego jeziora obowiązuje zakaz kąpieli.
Popularne jest tu wędkarstwo. Zbiornik jest zasobny w ryby, zwłaszcza w gatunki takie jak sandacz, leszcz, płoć i węgorz. Możliwe jest także wędkowanie na lodzie w okresie zimowym.
Pływanie kajakiem i windsurfing na tym jeziorze jest zakazane od 1 marca do 1 lipca. Ze względu na ochronę ptactwa zabroniony jest tu również kitesurfing. Dozwolone są łodzie wiosłowe, żaglówki i inne jednostki pływające zasilane z zewnątrz.
Zimą lodowa powierzchnia jeziora wykorzystywana jest do jazdy na łyżwach i bojerach. 

## Jezioro w kulturze

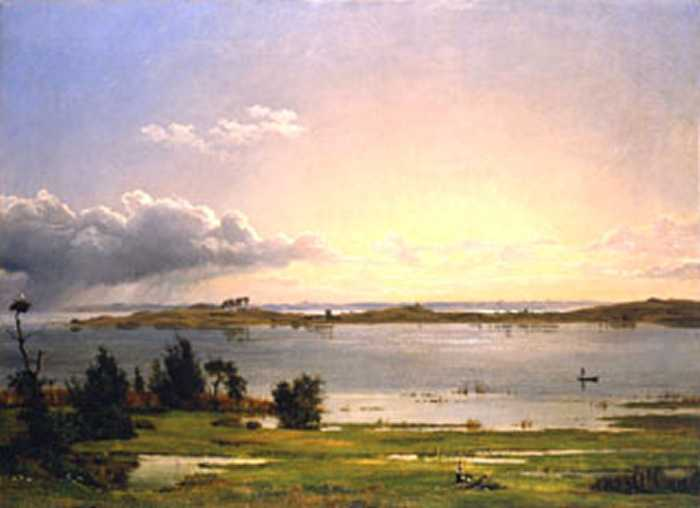
J.Th. Lundbye, Pejzaż Arresø, 1838.

Duński malarz Johan Thomas Lundbye w 1838 uwiecznił jezioro na swoim obrazie Pejzaż Arresø (duń. Landskab ved Arresø). Znajduje się on obecnie w muzeum Ny Carlsberg Glyptotek w Kopenhadze. Jezioro było również inspiracją dla malarzy takich jak Laurits Andersen Ring i Thorald Brendstrup.